# A Multitude of Angels
A Multitude of Angels ist ein Jazz-Album von Keith Jarrett; die aus vier CDs bestehende Sammlung von Liveaufnahmen des Pianisten wurde 1996 aufgenommen und erschien 2016 bei ECM Records. Dies waren seine letzten Konzerte, bevor er zwei Jahre lang vom chronischen Müdigkeitssyndrom abseits vom Konzertbetrieb gehalten wurde.

## Hintergrund
A Multitude of Angels enthält die Mitschnitte der Konzerte Jarretts am 23. Oktober 1996 im Teatro Comunale in Modena (Disc 1), am 25. Oktober 1996 im Teatro Comunale Ferrara (Disc 2), 28. Oktober 1996 am Teatro Regio in Turin (Disc 3) und am 30. Oktober 1996 im Teatro Carlo Felice in Genua.
„Jede CD enthält jede Note eines Konzertes“, schrieb David Hadfield, „jeweils zwei Sätze, zusammen mit Zugaben, von Modena, Ferrara, Turin und Genova. Jeder Satz enthielt etwa dreißig Minuten vollständig improvisierte Musik, die auf jeder CD als Part I und Part II bezeichnet wurden. Die Zugaben waren entweder improvisiert (Encore) oder Standards – ‚Danny Boy‘ in Modena und ‚Over the Rainbow‘ in Genua“.
Thom Jurek wies in Allmusic auf die besonderen Entstehungsbedingungen der Mitschnitte hin; „Jarrett ist hier Musiker, Produzent und Ingenieur. Die Vorstellungen wurden auf seinem Sonosax DAT-Recorder anscheinend ohne Blick auf eine spätere Veröffentlichung aufgenommen. Sie wurden direkt vom Klavier an transformatorlose Mikrofone zur Maschine geschickt, ohne dass ein Mischpult dazwischen war. Es ist zwar nicht so roh wie bei The Melody at Night, with You mit seinen intimen Aufnahmen zu Hause, aber der Sound dieser Aufnahmen ist weniger luftig und unberührt.“

## Titelliste

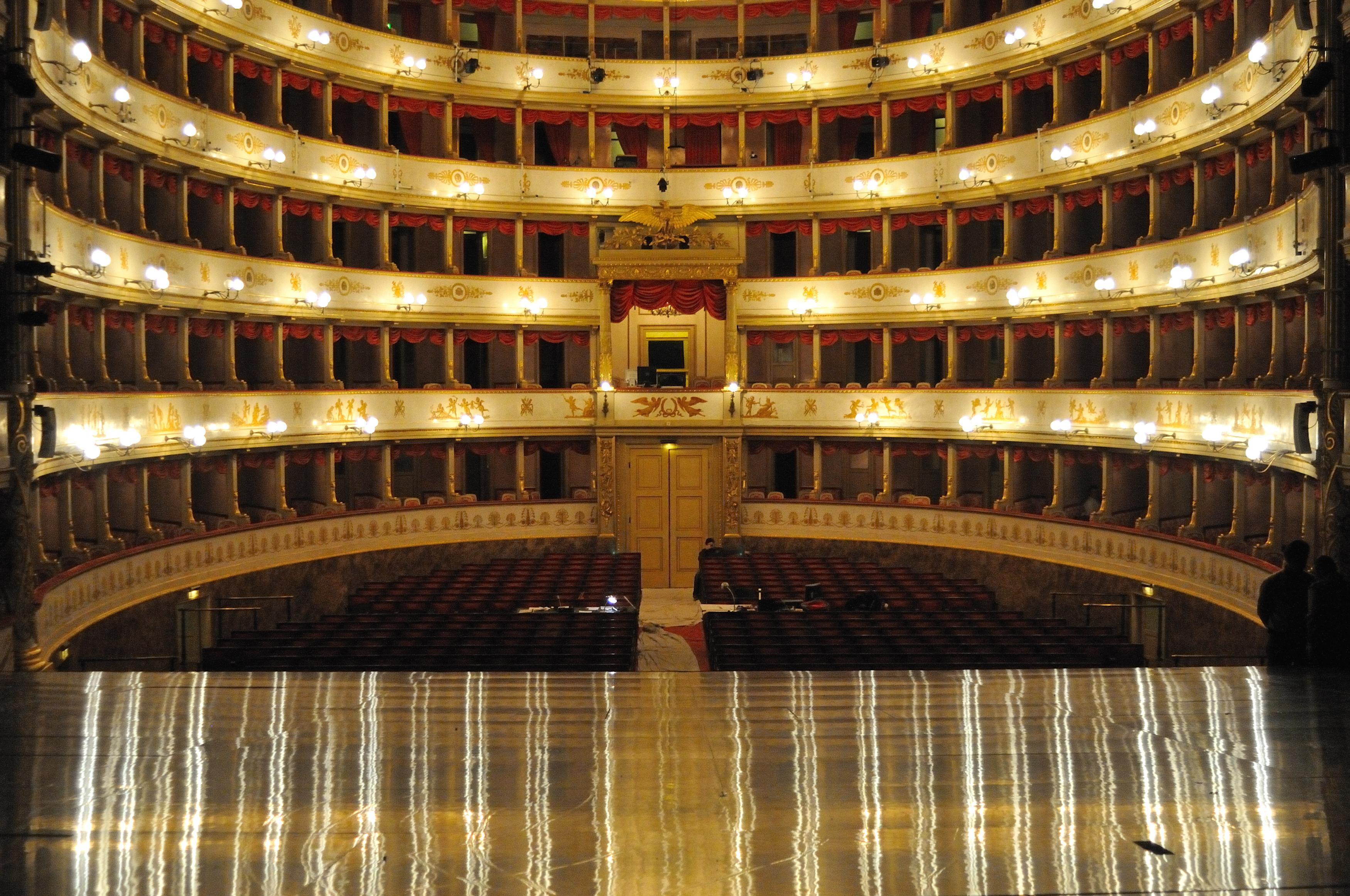
Das Teatro Modena, Ort des Auftritts Keith Jarretts am 23. Oktober 1996

- Keith Jarrett: A Multitude of Angels (ECM 2445)[3]

Disc 1
1. Modena, Pt. I (Jarrett) 34:18
2. Modena, Pt. (Jarrett) 31:19
3. Danny Boy (Frederic Weatherly) 5:00

Disc 2
1. Ferrara, Pt. I (Jarrett) 43:48
2. Ferrara, Pt. II (Jarrett) 29:58
3. Ferrara, Encore (Jarrett) 3:26

Disc 3
1. Torino, Pt. I (Jarrett) 42:23
2. Torino, Pt. II (Jarrett) 31:35

Disc 4
1. Genova, Pt. I (Jarrett) 31:41
2. Genova, Pt. II (Jarrett) 31:43
3. Genova, Encore (Jarrett) 5:52
4. Over the Rainbow (E. Y. Harburg & Harold Arlen) 6:03

## Rezeption

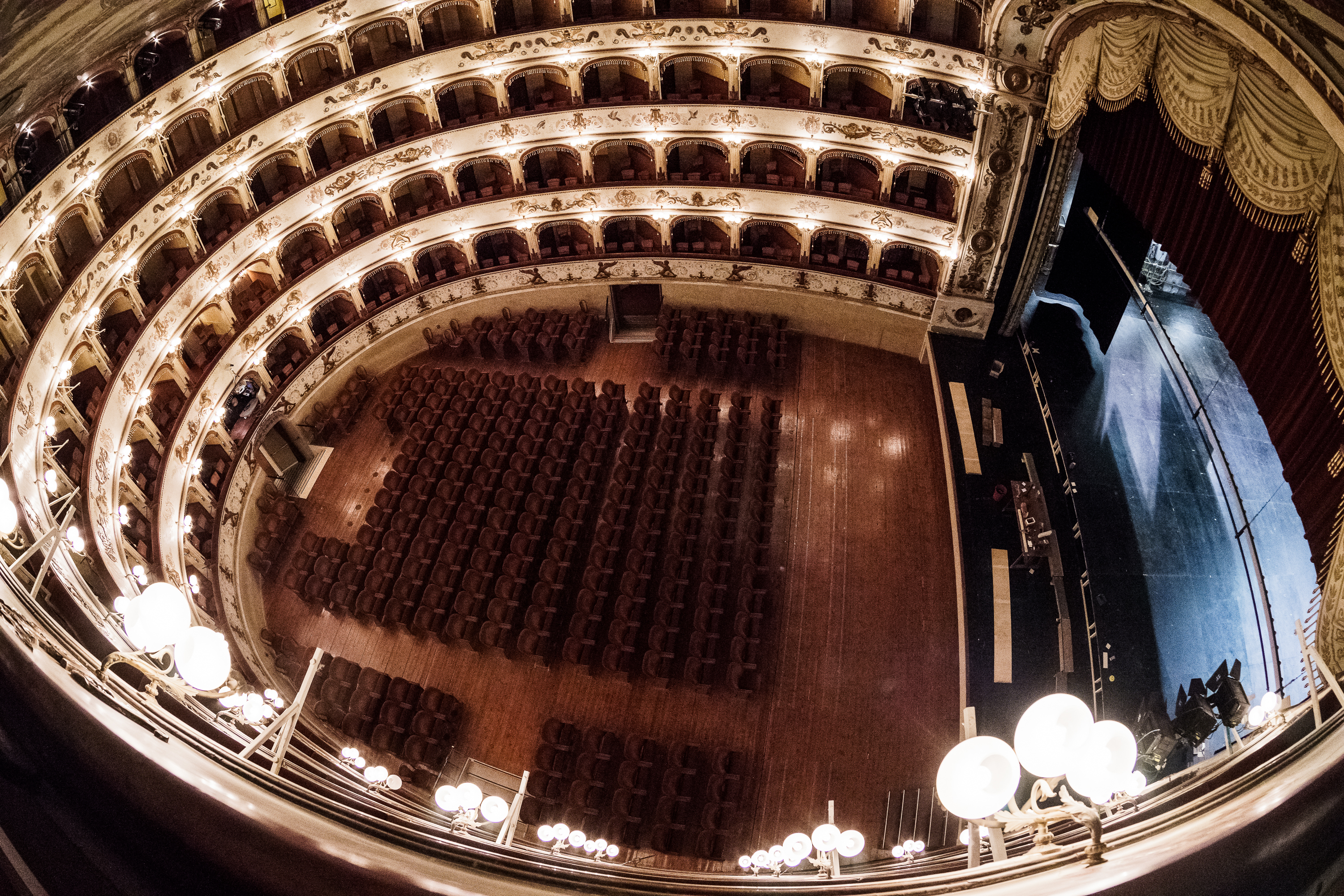
Das Teatro Comunale Ferrara, in dem Jarrett am 26. Oktober 1996 auftrat

John Fordham rezensierte das Album im britischen Guardian. Er vergab an das Album vier (von fünf) Sternen und schrieb: „Jarrett hat schon immer eine ausführliche Dokumentation bevorzugt, aber die Intensität, Abwechslung und die erstaunliche technische Beherrschung dieser Aufführungen könnten begeisterte Fans und begeisterte Improvisationsenthusiasten gleichermaßen überzeugen, dass dies Meilensteine waren“.
David Hadfield schrieb „Ein neues Solo-Piano-Set mit vier Scheiben von Keith Jarrett ist eine aufregende Perspektive.“ Es sei „Musik von großer Intensität: In jedem Set stecken Emotion, Leidenschaft, Wut und Humor. Einige Sequenzen sind stark rhythmisch, andere zart.“ Der Autor erwähnt die Anspielung auf andere Musiker, Verweise auf Thelonious Monk und Charles Mingus sowie Abschnitte, die an Sketches of Spain erinnerten. Jarretts Improvisationen hätten auch eine gewisse Dosis an Blues und Spirituals. Wenn man ein Fan von Jarretts Musik sei, „ist diese Sammlung wahrscheinlich unverzichtbar: Es handelt sich um eine bemerkenswerte Reihe von Improvisationen. Wenn Sie mit Jarretts Soloarbeit nicht vertraut sind, ist dies möglicherweise nicht der richtige Startpunkt – er hat eine große Anzahl von Aufnahmen zur Verfügung (das Köln Concert ist der Einstieg vieler Leute). Wenn Sie jedoch Solo-Piano-Improvisation mögen, enthält A Multitude Of Angels wunderschöne, emotionale und intensive Musik.“

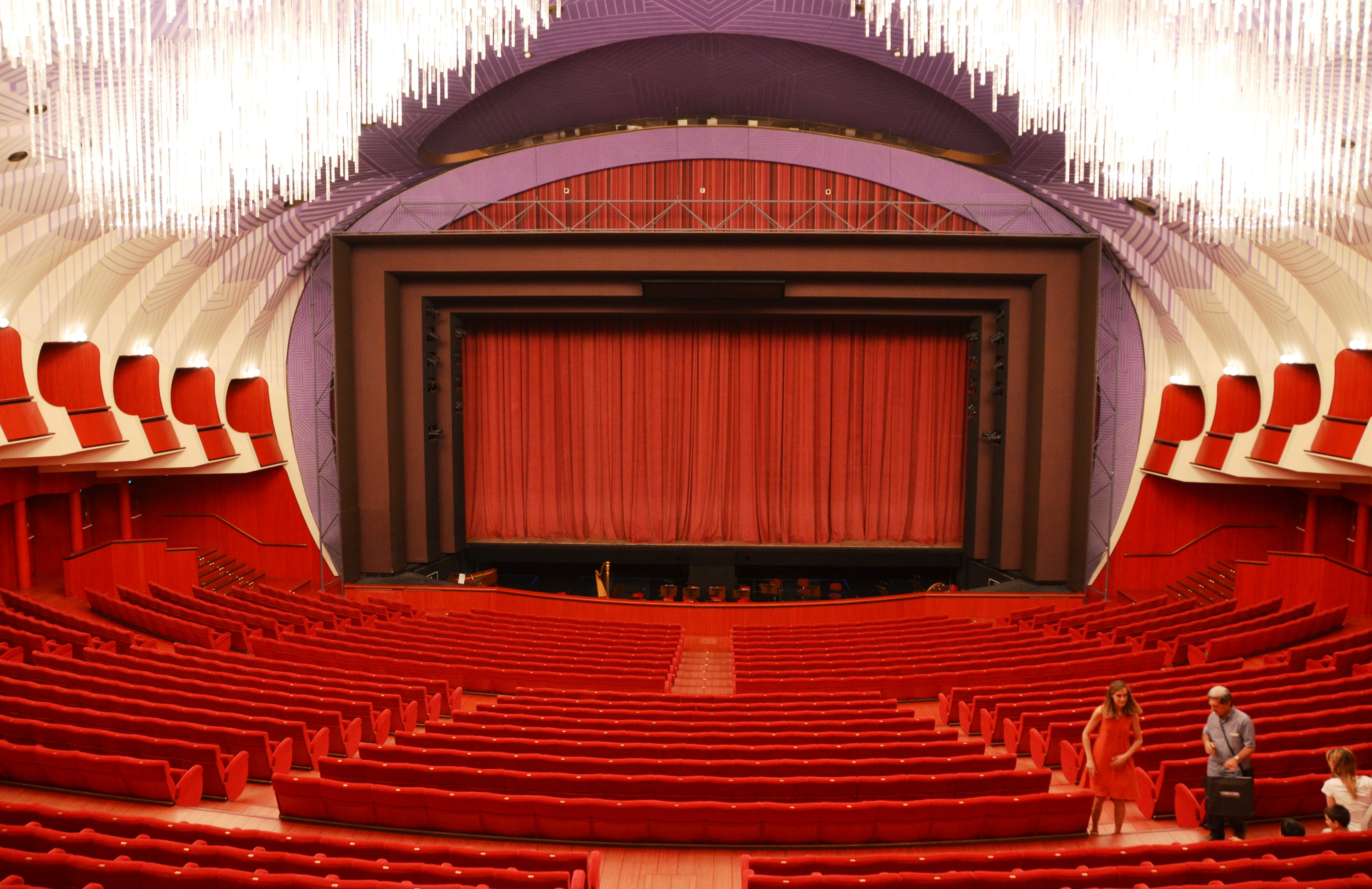
Das Teatro Regio di Toríno. Dort spielte Jarrett am 28. Oktober 1996.

Cormac Larkin lobte in der Irish Times: „Jede neue Aufnahme von Keith Jarretts absolut einzigartigem Solospiel verdient besondere Aufmerksamkeit, aber die Tatsache, dass der verehrte Pianist einer Krankheit erlag, bei der er sich mit seinen vier italienischen Konzerten im Oktober 1996 für einige Jahre aus dem öffentlichen Auftritt zurückziehen musste, gibt A Multitude of Angels besondere Bedeutung. Nie wieder würde Jarrett seine vielbewunderten spontanen Kompositionen in einem ununterbrochenen Fluss spielen, so dass diese vier ursprünglich selbst aufgenommenen Performances von Modena, Ferrara, Turin und Genvoa eine Art Scheitelpunkt darstellen, den Abschluss eines Bogens, der Anfang der 1970er Jahre begonnen hatte.“ In einer seltenen persönlichen Notiz beschreibt Jarrett diese vier Konzerte selbst als „Höhepunkt“ seiner Karriere; dem sei schwer zu widersprechen.
Thom Jurek schrieb in Allmusic: „Der Ton ist nur ein Aspekt, was diese Aufnahmen auszeichnet. […] Obwohl er durch die Last seiner noch nicht diagnostizierten Krankheit geschwächt wurde, versucht er es hier. Die großartigen Interpolationen von Folk, flippigem Gospel und Jazz während der ersten zehn Minuten des Modena-Konzerts (Disc 1) gehören zu den erfreulichsten in seinem Katalog. Jarrett beschreibt diese Shows, als ob er vom Schicksal dazu bestimmt wäre, im Moment so zu sein, als habe er ‚das letzte Mal gespielt‘.“ Seine Improvisationen wirkten manchmal hackiger und rauer als anderswo in seinem Katalog – „obwohl sein Spiel technisch und kreativ erstaunlich“ bleibe. Jurek spielt in diesem Zusammenhang auf die schwierigen klassischen Improvisationen im zweiten Teil von Modena an, wo er auf Ragtime und modalen Jazz treffe. Prozess-artiges Improvisieren über Balladen stelle die erste Hälfte des Turin-Auftritts auf der dritten Scheibe vor. Der letzte Auftritt in Genua (CD vier) ende mit einer fantastisch funkígen Blues-Zugabe, bevor der Pianist Harold Arlens ‚Over the Rainbow‘ interpretiert. „Jarrett hat es noch nie mit solcher Zärtlichkeit geliefert“, resümiert der Autor, „[…] da er die verborgene Magie in ihrer geschmeidigen Harmonie beleuchtet. Für die Fans des Pianisten ist A Multitude of Angels ein unverzichtbares Dokument. Es ist nicht nur wild kreativ, sondern zutiefst gefühlvoll, spirituell und in Vielfalt und Einrichtung blendend.“
Beim Jazz Critics Poll des National Public Radio errang das Album in der Kategorie Rara Avis Ende 2016 den achten Platz; Sieger war das Album In Paris: The ORTF Recordings von Larry Young.